# Priya Ragu
Priya Ragu (* 1985 in der Schweiz; eigentlich Priya Ragupathylingam) ist eine tamilisch-schweizerische Asian-Pop-Sängerin.

## Biografie
Priya Ragupathylingams tamilische Eltern flohen in den frühen 1980er Jahren vor dem Bürgerkrieg in ihrer Heimat Sri Lanka zuerst nach Deutschland und gingen dann in die Schweiz. Sie und ihr Bruder wurden dort geboren und wuchsen in Bazenheid im Kanton St. Gallen auf. Ihr Vater gründete eine Musikgruppe, die traditionelle und neuere tamilische Filmmusik spielte. Er holte ihren Bruder als Keyboarder und sie als Sängerin dazu, als sie zehn Jahre alt war. Später begannen sie und ihr Bruder, sich für westliche R&B- und Popmusik zu interessieren.
Als Priya Ragu zu arbeiten begann, nahm sie immer wieder bei Open-Mic-Veranstaltungen und Sessions teil und sang im Background anderer Musiker. 2017 nahm sie eine sechsmonatige Auszeit in den USA, um sich ihrer eigenen Musik zu widmen. Übers Internet half ihr Bruder Roshaan alias Japhna Gold bei der Produktion von Songs, die sie im Internet veröffentlichte. Im weiteren Verlauf ihrer Karriere blieb er ihr Produzent. Ihr persönlicher Hintergrund zwischen der kulturellen Tradition ihrer Eltern und ihrer westlichen Heimat, den sie in ihren Liedern in Englisch und zum Teil in Tamil zum Ausdruck brachte, weckte das Interesse insbesondere in Indien und Grossbritannien. VH1 in Asien und BBC 1 spielten Songs wie Lighthouse und Good Love und lenkten die Aufmerksamkeit auf sie.
Sie bekam 2020 einen Plattenvertrag bei Warner in England und veröffentlichte ihre erste offizielle Single Good Love 2.0 am Jahresende. Das Lied und im Jahr darauf der Nachfolger Chicken Lemon Rice erreichten in den britischen Asian-Music-Charts Top-10-Platzierungen. Good Love 2.0 wurde in den Soundtrack des Computerspiels FIFA 2021 aufgenommen. Nach zwei weiteren erfolgreichen Singles erschien im September 2021 das Mixtape Damnshestamil. In der Schweiz schaffte sie damit den Sprung in die offiziellen Charts. Zum Jahreswechsel wurde sie bei BBC 1 in die Liste Sound of 2022 aufgenommen. Bei den Swiss Music Awards war sie als Best Talent nominiert, und bei den MTV Europe Music Awards 2022 gehörte sie zu den Kandidaten für den Best Swiss Act.
In diesem Jahr nahm sie für den Film Weihnachten bei dir oder bei mir? von Jim O’Hanlon den Weihnachtsklassiker Rockin’ Around the Christmas Tree von Brenda Lee auf. Mit dem Lied schaffte sie im Dezember den Einstieg in die offiziellen britischen Charts.

## Diskografie
Alben
- Adolescent (EP, 2016)
- Damnshestamil (2021)

Lieder
- Good Love 2.0 (2020)
- Chicken Lemon Rice (2021)
- Forget About (2021)
- Kamali (2021)
- Illuminous (2022)
- Adalam va! (2022)
- Rockin’ Around the Christmas Tree (2022)